# Павел Матев
Павел Христов Матев е български поет, общественик, депутат, председател на Комитета за култура и изкуство.

## Биография
Павел Матев е роден на 6 декември 1924 г. в село Оризово, Чирпанско, в бедно семейство. Баща му бил самоук, но прочут цигулар, знаещ хиляди народни песни, но почива рано, а майка му – земеделска работничка. Павел Матев има брат и сестра. Детството на поета е бедно – бил е воловарче, орач, жътвар, градинар, косач и лозар. За да отиде да учи в гимназия в Чирпан, майка му си продава косата на  стихотворението „Писмо до мама“, станало 20 години по-късно голям хит в изпълнение на Емил Димитров. Завършва гимназия в Чирпан през 1938 г. По онова време младият Матев вече пише, публикува и малко по-късно стихотворението „Писмо до мама“ влиза във втората му стихосбирка. Завършва славянска филология в Софийския университет през 1949 г. Работи известно време в Комитета по кинематография, заместник главен редактор на списание „Пламък“, гравен редактор на списание „Септември“, председател на Комитета за изкуство и култуда в продължение на девет години. Завежда отдел „Изкуство и култура“ на ЦК на БКП. В този период делата на поета са повече от думите му. В периода 1978 – 1979 г. оглавява Комитета за българите в чужбина. Депутат е в V, VI и VII народно събрание. Въпреки обществената си ангажираност, Матев не спира да пише и има издадени над 40 стихосбирки. В началото на 2000 година поетът драматично напуска апартамента си в центъра на София, принуден от тогавашната власт. Премества се в малка къща в края на София, където написва последните си книги.
Обществената му кариера е впечатляваща:
- работил в Комитета за наука, изкуство и култура (1949 – 1951);
- редактор в Комитета за кинематография (1951 – 1956);
- зам.-главен редактор на сп. „Пламък“ (1956 – 1958; 1964 – 1965);
- гл. редактор на списание „Септември“ (1964 – 1966);
- председател на Комитета за изкуство и култура (1966 – 1975);[1][2]
- председател на Съюза на българските писатели (1989 – 1990);[3]
- заемал най-високите постове в отдел „Изкуство и култура“ при ЦК на БКП, Комитета за българите в чужбина, Съюза на българските писатели.

Павел Матев е един от любимите лирици на няколко поколения българи. Публикува от 1946 г. Редица негови стихове се превръщат в текстове на шлагери на любовната поп песен.
Поетът има десетки отличия и награди, сред които: „Заслужил деятел на културата“, „Народен деятел на културата“, „Лауреат на Димитровска награда“, литературни призове: „Пейо Крачолов Яворов“ (1973), „Подпоручик Димчо Дебелянов“ (1981), „Пеньо Пенев“ (1998), голямата награда на ръба на два века“ в конкурса на в. „Труд“ „Златният ланец“ (2001), „орден Стара планина“ I степен (2005).
Умира на 4 февруари 2006 г. в София от заболяване.

## Памет
На Павел Матев е наречена улица в квартал „Симеоново“ в София (Карта).